# Triumph Scorpion
Die Modelle Triumph Scorpion (1931–1933) und Triumph Twelve/Six (1932–1933) wurden vom britischen Autohersteller Triumph Motor Company gebaut.

## Geschichte
Die "Olympia Motor Show" von 1930 zeigte der Kundschaft eine Reihe neuer Trends. Vor allem leichter schaltbare Getrieben und Motoren, welche im hohen Gang mehr Leistung erbrachten. Daher legten die Hersteller das Augenmerk auf stärkere Sechszylindermaschinen, welche die Vierzylinder ersetzen sollten. Der neue Scorpion, basierend auf dem Super Seven, war ein derartiges Fahrzeug. Es bestand kein Grund, die Motorleistung der ohnehin schlecht verkäuflichen Modelle 13/35 und Fifteen zu steigern.
Der Sechszylinder mit 1203 cm³ Hubraum lief ruhiger als ein gleich starker Vierzylinder. Hinzu kam, dass das Leistungsgewicht deutlich günstig war, sodass die lästigen Schaltvorgänge minimiert werden konnten. Der Sechszylindermotor wurde aus dem Aggregat des Super Seven weiter entwickelt. Bei einem nur 140 mm längeren Radstand als der Super Seven hatte aber der Motor 50 % mehr Leistung. Eine Limousine konnte 105 km/h erreichen.
Nach anfänglichen Erfolgen sanken die Verkaufszahlen. Die Karosserie wurde daher 1932 komplett überarbeitet. Die jeweiligen Deluxe-Ausführungen (Aufpreis: £ 17–19) erhielten Lederposter, Stoßstangen, Viergang-Getriebe und die Limousinen auch elektrische Scheibenwischer.
Allerdings ging der Boom der kleinen Sechszylinderfahrzeuge schnell zu Ende, die Kundschaft wandte sich den leistungsstärkeren Vierzylindermodellen. Hinzu kam, dass mittlerweile leichter schaltbare Getriebe zur Verfügung standen.
Von den Modellen Scorpion und Twelve/Six wurden insgesamt etwa 1500 Fahrzeuge hergestellt. Der Preis bei Einführung war £ 230–237, 1931 fielen die Preise auf £ 179–210.

## Modelle

### Scorpion
Das Fahrzeug hatte ein Dreigang-Getriebe, ab 1932 in der Deluxe-Ausstattung waren es vier Gänge. Bei Einführung wurden Reibungsstoßdämpfer verbaut, ab 1932 waren es hydraulische. Auf alle vier Rädern wirkten hydraulische Bremsen von Lockheed. Ein Thermostat gesteuertes Kühlerrollo regelte die Motortemperatur. Weitere Spezifikationen waren Solex-Vergaser, 6-Volt-Akkumulator, hydraulische Bremsen und eine neue Einscheibentrockenkupplung.

### Twelve/Six
Das Modell Twelve/Six entspricht dem Scorpion von 1932, hatte aber nur eine Länge von 3632 mm. Trotzdem wurde für die hinteren Sitze mehr Platz geschaffen. Um das zu erreichen, wurde die Karosserie hinten vergrößert und das Reserverad außen montiert. Die nach vorn öffnenden hinteren Türen erleichterten den Einstieg.